# Цейский заказник
Цейский заказник — государственный природный заказник федерального значения в Северной Осетии.

## История
Цейский заказник был учреждён 11 апреля 1958 года с целью сохранения биологического и ландшафтного разнообразия, а также охраны, восстановления и воспроизводства редких видов животных. С 1981 года заказник перешёл в административное подчинение Северо-Осетинского заповедника.

## Расположение
Заказник располагается в междуречье рек Ардон и Фиагдон Алагирского района республики Северо-Осетинской Республики. Общая площадь заказника составляет 29 952 га.

## Климат
Умеренно-континентальный климат. На территории заказника выпадает до 1000 мм осадков в год.

## Флора и фауна
На территории заказника произрастает более 1000 видов сосудистых растений. Преимущественно смешанные леса и сосновые боры, много лишайников, мхов и грибов. В заказнике растут виды, занесенные в Красные книги России и Северной Осетии: примула осетинская, камнеломка колончатая, тис, ель восточная и др. Животный мир заказника включает 43 вида млекопитающих, 5 видов рыб и 160 видов птиц. Широко распространены кабан, благородный олень, косуля, серна, лисица, лесная и каменная куницы, ласка, медведь, дикая лесная кошка, заяц-русак, лесная соня.